# Wang Ao (ministr)
Wang Ao (čínsky pchin-jinem Wáng Áo, znaky 王翱; 4. března 1384 – 2. prosince 1467) byl politik čínské říše Ming. V letech 1453–1467 vykonával funkci ministra státní správy.

## Jméno
Wang Ao používal zdvořilostní jméno Ťiou-kao (čínsky pchin-jinem Jiǔgāo, znaky zjednodušené 九皋, tradiční 九臯). Obdržel posmrtné jméno Čung-su (čínsky pchin-jinem Zhōngsù, znaky zjednodušené 忠肃, tradiční 忠肅, volně „Oddaný a vážený“).

## Život
Wang Ao pocházel z okresu Jen-šan (v moderní prefektuře Cchang-čou) v provincii Che-pej, narodil se 4. března 1384. Ve snaze o úřední kariéru studoval konfucianismus, přihlásil se k úřednickým zkouškám a roku 1415 úspěšně složil nejvyšší z nich – palácové zkoušky. Poté sloužil v nižších stupních státní správy, roku 1426 byl na doporučení Jang Š’-čchiho povýšen a jmenován vyšetřujícím cenzorem ťien-čcha jü-š’. S nástupen císaře Jing-cunga (císař 1435–1449 a 1457–1464) byl opět povýšen (na asistenta ředitele kontrolního úřadu) a vysílán do provincií likvidovat vzpoury, od roku 1441 velel vojskům v Liao-tungu. Roku 1442 povýšil na zástupce ředitele kontrolního úřadu a po pěti letech se stal jeho ředitelem.
Roku 1449 ho nová vláda císaře Ťing-tchaje na nějakou dobu odvolala, roku 1452 ho panovník pověřil správou provincií Kuang-tung a Kuang-si. Následující rok dosáhl vrcholu kariéry, když se s podporou ministra vojenství Jü Čchiena stal ministrem státní správy (ministrem do roku 1457 zůstal i starý Wang Č’). V této funkci odpovídal za jmenování, hodnocení a povyšování všech úředníků civilní větve administrativy. Okolí i panovníci si ho vysoce vážili; po státním převratu začátkem roku 1457, kdy se na trůn vrátil Jing-cung, zůstal ve funkci jako jediný z ministrů. Na svém místě zůstal i po úmrtí Jing-cunga a nástupu jeho syna Čcheng-chuy roku 1464. Jeho čestnost a schopnost rozpoznat kvality podřízených (spolu s obdobnými kvalitami Wang Č’a) přispěla ke kontinuitě a stabilitě mingské státní správy v prostřední třetině 15. století.
Zemřel 2. prosince 1467, za své zásluhy od císaře Čcheng-chuy obdržel posmrtné jméno Čung-su, „Oddaný a vážený“.